# Gyōza no Ōshō
Gyōza no Ōshō (餃子の王将 Giáo tử Vương tướng) là chuỗi nhà hàng Nhật Bản chuyên phục vụ món gyōza và các món ăn khác thuộc ẩm thực Nhật Hoa. Có tới hơn 700 nhà hàng Ōshō ngay tại nước Nhật. Những nhà hàng Ōshō này có thể do công ty mẹ sở hữu và điều hành hoặc nhượng quyền thương mại dưới sự chủ quản của giới chủ sở hữu độc lập. Tất cả sẽ cung cấp Thực đơn Đại Ōshō được tiêu chuẩn hóa cùng với thực đơn lập sẵn được tạo riêng biệt dành cho địa điểm đó. Chiến dịch thẻ tem cho phép khách quen thu thập tem cho mỗi lần ghé thăm, với một con tem thì người khách được nhà hàng này tặng 500 yên mỗi lần chi tiêu. Thẻ đóng dấu đã hoàn thành có thể đem đổi lấy Thẻ Thành viên Ōshō, có giá trị đến cuối năm, với mức chiết khấu năm phần trăm hoặc bảy phần trăm trên mỗi hóa đơn. Sau khi vấp phải thất bại từ một dự án kinh doanh ở Trung Quốc đại lục, Ōshō đã thiết lập sự hiện diện ở nước ngoài bằng cách khai trương một cửa hàng tại Cao Hùng, Đài Loan vào năm 2017.

## Biến cố
Chủ tịch Takayuki Ohigashi (72 tuổi) bị bắn chết trước trụ sở chính ở Kyoto vào ngày 19 tháng 12 năm 2013.

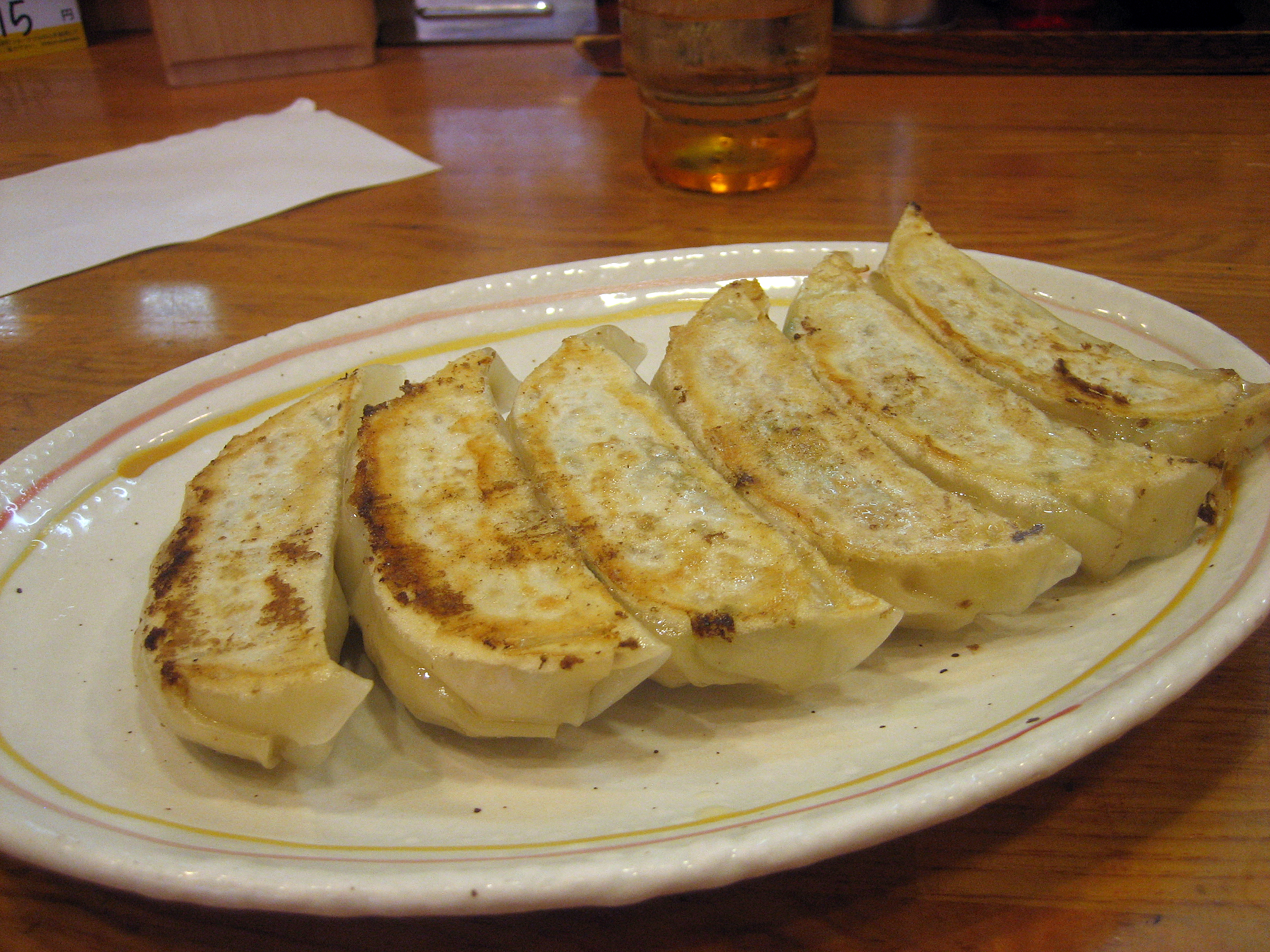
Một đĩa bánh bao chiên (gyōza)
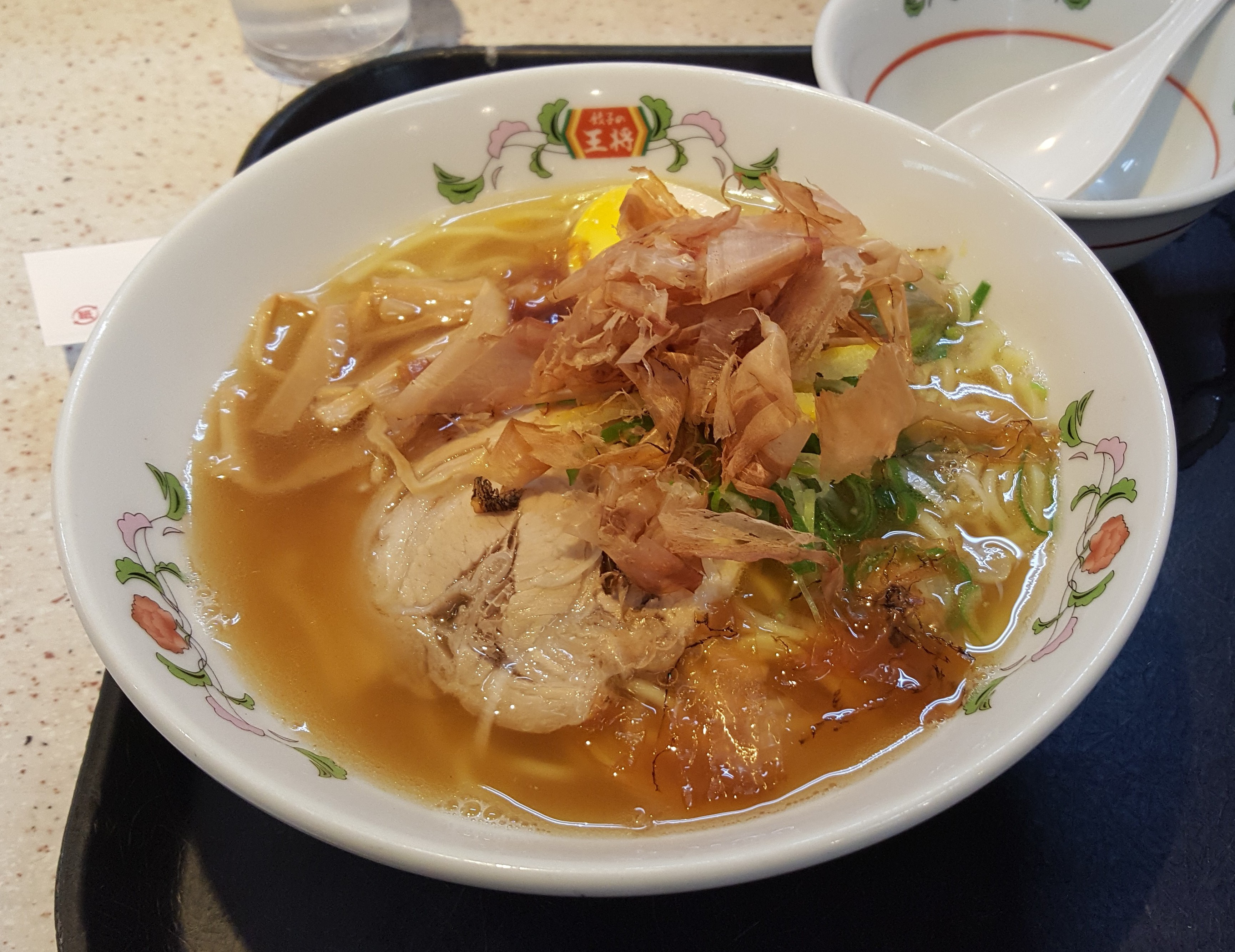
Shoyu ramen
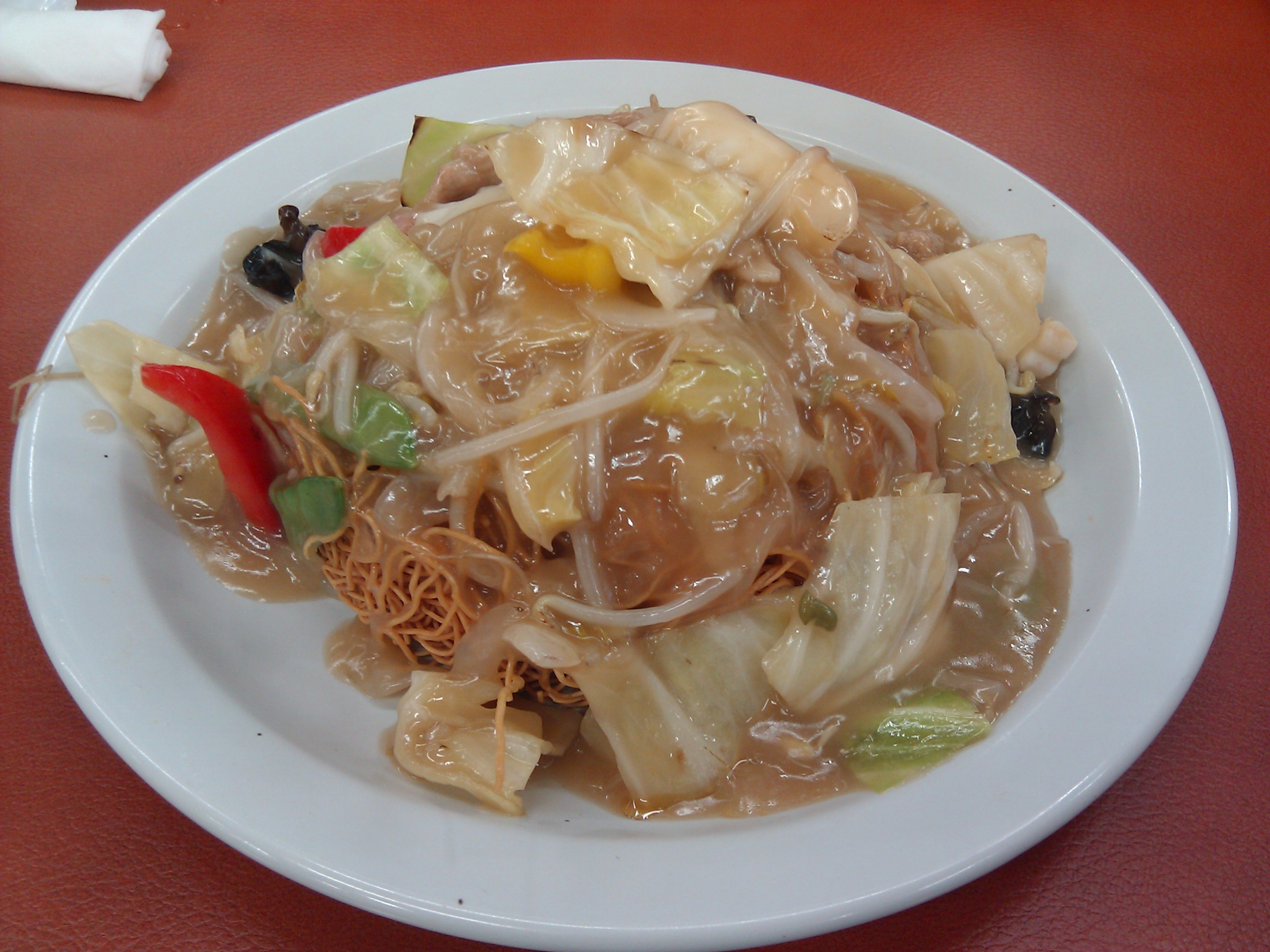
Sara udon
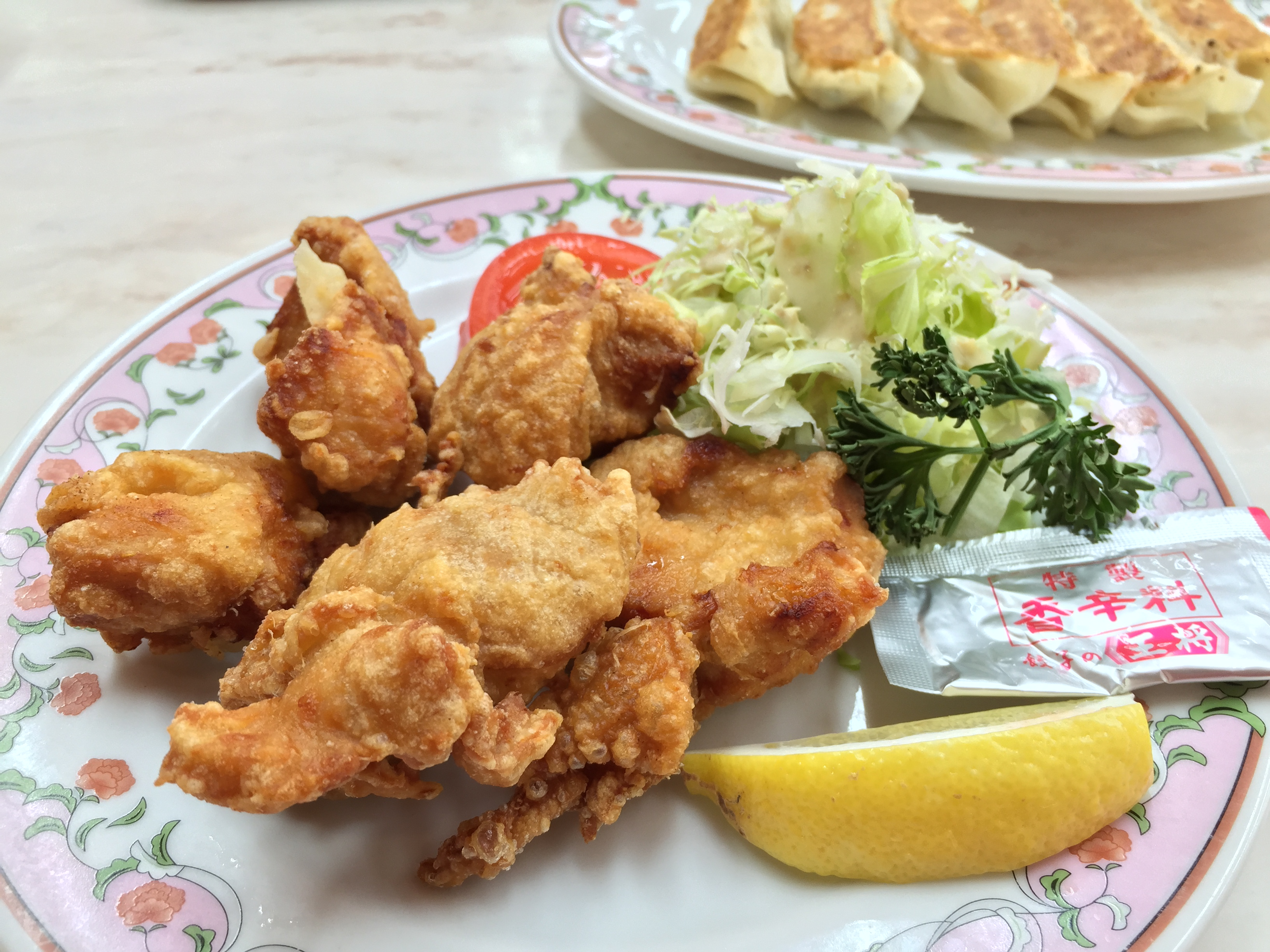
Gà karaage
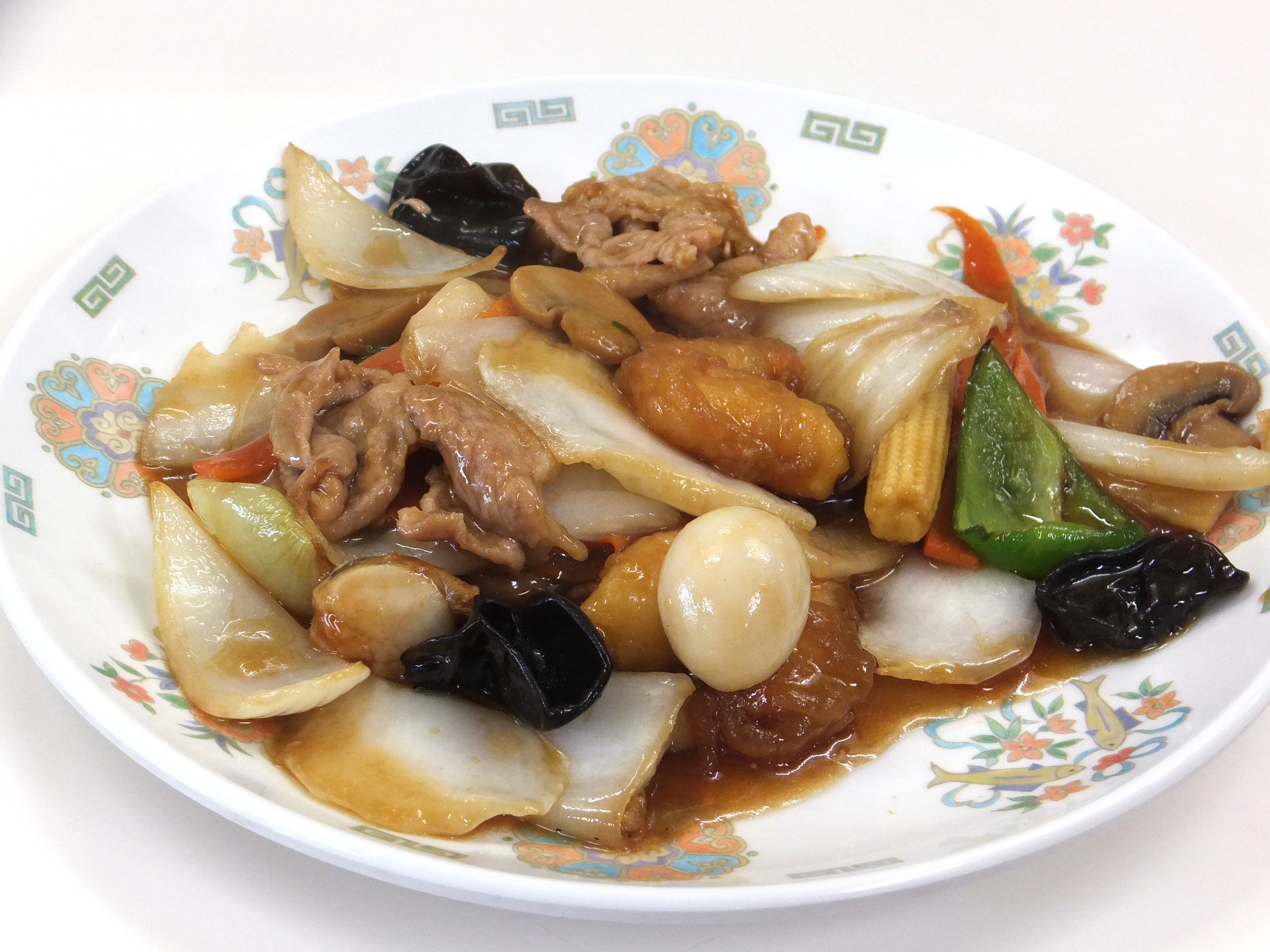
Palbochae
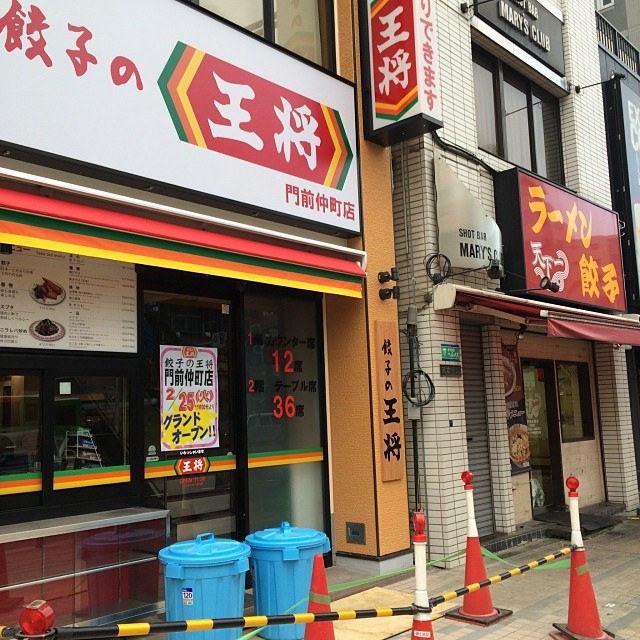
Địa điểm nhà hàng tại Ga Monzen-Nakachō